# Euanthia
Euanthia is een geslacht van vlinders van de familie tandvlinders (Notodontidae), uit de onderfamilie Notodontinae.

## Soorten
- E. inexpecta Kiriakoff, 1969
- E. venosa Kiriakoff, 1962